# 송재만
송재만(1977년 11월 10일~)은 대한민국의 재선 대전광역시 유성구의원(제8대, 제9대)이다.

## 학력
- 대전중앙국교(지금의 대전중앙초등학교) 졸업
- 대전대성중 졸업
- 충남고등학교 졸업
- 충남대학교 정치외교학과 학사

## 경력
- 더불어민주당 대전시당 유성구 을 지역위원회 사무국장
- 이상민 당시 더불어민주당 국회의원 비서실 비서관
- 더불어민주당 정책위원회 부의장
- 2020.04 ~ 2022.06 제8대 대전광역시 유성구의회 의원
  - 2020.04 ~ 2020.07 제8대 대전광역시 유성구의회 전반기 사회도시위원회 위원
  - 2020.04 ~ 2020.07 제8대 대전광역시 유성구의회 전반기 예산결산특별위원회 위원
  - 2020.07 ~ 2022.06 제8대 대전광역시 유성구의회 후반기 행정자치위원회 위원
  - 2020.07 ~ 2022.06 제8대 대전광역시 유성구의회 후반기 의회운영위원회 위원
  - 2020.07 ~ 2022.06 제8대 대전광역시 유성구의회 후반기 예산결산특별위원회 위원장
- 2022.07 ~ 제9대 대전광역시 유성구의회 의원
  - 2022.07 ~ 제9대 대전광역시 유성구의회 전반기 의회운영위원회 위원
  - 2022.07 ~ 제9대 대전광역시 유성구의회 전반기 사회도시위원회 위원장
  - 2022.07 ~ 제9대 대전광역시 유성구의회 전반기 예산결산특별위원회 위원

## 역대 선거 결과
|  | 57.45% |

|  | 33.15% |